# Dizano tijesto
Dizano tijesto je ono koje uz brašno sadrži kvasac, te se tijesto pod djelovanjem kvaščevih gljivica, koje u tekućini (mlijeko ili voda s eventualnim dodatkom šećera na odgovarajućoj temperaturi ispuštaju ugljični dioksid, uzlazi i postaje rupičasto. Kvasac koji se dodaje može biti svjež pekarski ili sušeni u vrećicama. Za kolač ili kruh od 500 g brašna treba 30-40 g kvasca, međutim količina kvasca ovisi i o težini tijesta, odnosno dodacima poput ušećerenog voća ili masnoća.

## Podjela dizanog tijesta

### Teško dizano tijesto
Temeljni sastojci teškog dizanog tijesta su veća količina masnoća (maslac ili margarin), šećer, jaja i brašno. Na brašnu se najprije od kvasca, malo tople tekućine i šećera načini kvas, te ga se na toplom mjestu pusti 15 minuta da uzlazi, nakon toga kvascu se primiješa preostalo brašno te umijesi glatko tijesto, gnječenjem i lupanjem tijesta. Tijesto je najbolje mijesiti rukama, jer se osjeti njegova vlažnost i čvrstoća, te mu se prema potrebi dodaje brašna. Tijesto se nakon miješenja ponovno pospe brašnom, pokrije krpom i ostavi na toplom mjestu da uzađe i podvostruči obujam. Nakon toga se tijesto oblikuje prema želji, napuni nadjevom ili ukrasi i pripremljeno za pečenje ponovno pokrije krpom i ostavlja da još jednom uzlazi, a peče se u pećnici.
Od teškog dizanog tijesta uobičajeno se pripremaju: orahnjača, makovnjača, maruhnjača (savijača od maruna), savijača od sira, pinca, sirnica, mliječne kifle.

### Lagano dizano tijesto
Pokladnice se rade od vrlo laganog tijesta i prže se u duboko zagrijanoj masnoći.

### Tekuće dizano tijesto
Miješano dizano tijesto ima veći udio tekućine i jaja, tekuće je i ne treba ga dugo tući, ali ga je i nemoguće oblikovati pa se peče u kalupima poput kuglofa.